# Boura
Boura es una comuna o municipio del círculo de Yorosso de la región de Sikasso, en Malí. En abril de 2009 tenía una población censada de 22 215 habitantes.
Se encuentra ubicada al sur del país y al oeste de la región de Yorosso, junto a la frontera con Burkina Faso.